# Про обертання небесних сфер
«Про обертання небесних сфер» (лат. De revolutionibus orbium coelestium, вимоваⓘ) — головна наукова праця астронома Миколая Коперника, опублікована 1543 року. У цій праці вперше в християнській Європі оприлюднена геліоцентрична модель світу, за якою Сонце є центром Всесвіту, а планети рухаються навколо нього. Система світу Коперника протистояла загальновизнаній на той час геоцентричній моделі Птолемея, де центром була нерухома Земля.
Книга написана латиною та видана в Нюрнберзі накладом 500 примірників із передмовою видавця, у якій викладені теорії оголошено суто математичними гіпотезами, зручними для обчислень. 1616 року католицька церква занесла працю Коперника до переліку заборонених книг, піддала її цензурі та вилучила згадки про рух Землі й нерухомість Сонця, а 1620 зняла заборону.
Попри заборону геліоцентризму, праця Коперника справила величезний вплив на перебіг наукової революції в Європі та на формування нового наукового світогляду. На ідеї Коперника спиралися послідовники, які продовжили розвивати коперниківську систему світу, — Джордано Бруно, Галілей, Кеплер і Ньютон.

## Передісторія

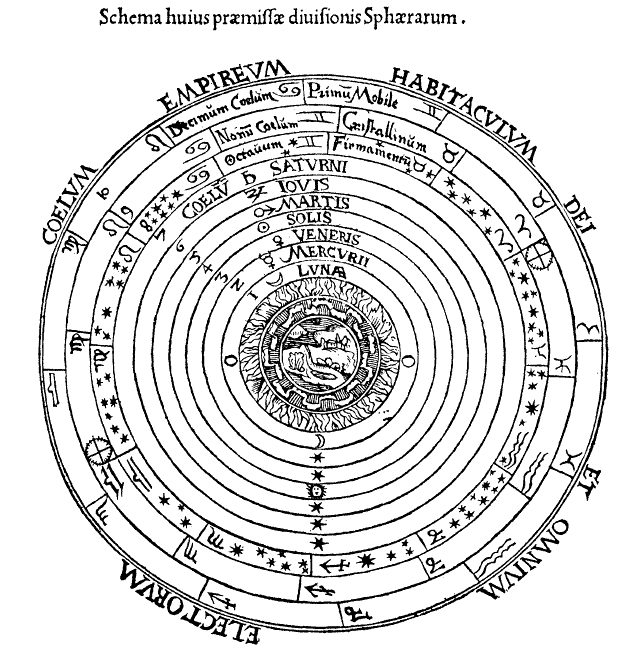
Геоцентрична система світу

У середньовічній Європі вважалося загальновизнаною істиною, що Земля нерухомо розміщується в центрі Всесвіту, а Місяць, Сонце й планети здійснюють навколо Землі рухи кількох типів — добові, річні та власні. Для математичного опису нерівномірного руху планет Клавдій Птолемей в II столітті н. е. запропонував надзвичайно складну модель, яка давала прийнятну точність, проте багатьом здавалася штучною. Зокрема, протест викликала умоглядна концепція еквант, за допомогою якої пояснювався нерівномірний рух планети по небосхилу.
Питання, хто з античних чи середньовічних учених вплинув на формування у Коперника геліоцентричної ідеї, остаточно не з'ясовано. Можливо, початковий поштовх дали Войцех Брудзевський та Ян Глоговчик у Краківському університеті, лекції (чи праці) яких Коперник міг вивчати у роки навчання у Кракові. Ні Брудзевський, ні Глоговчик не були геліоцентристами, але обидва критично ставилися до моделі Птолемея та аргументовано роз'яснювали її недоліки. Сам Коперник у передмові до книги посилається на давньогрецького філософа V століття до н. е. Філолая (у якого, втім, у центрі світу було не Сонце, а якийсь «Центральний вогонь») та думку трьох античних вчених IV століття до н. е. — Геракліда Понтійського, Екфанта і Гікета (Нікіти Сіракузького). Безпосередній античний попередник Коперника Аристарх Самоський у книзі не згадується, хоча погляди Аристарха безсумнівно були відомі Копернику з праць Архімеда і Плутарха. Як виявили історики, у чернетці рукопису ім'я Аристарха було, але пізніше викреслено.
Із середньовічних учених нерішучі спроби розглянути можливість руху Землі робили Ніколя Орезм, Микола Кузанський, індієць Нілаканта Сомаяджі, арабські астрономи XI століття Аль-Біруні та Ібн аль-Хайсам (Альхазен, про його погляди Коперник міг дізнатися з праць Пурбаха). Довгий час ці ідеї не набували розвитку. Сучасник Коперника, італійський професор Челіо Кальканьїні, у своїй восьмисторінковій брошурі висловив думку, що Земля здійснює добове обертання. Цю думку обговорював також авторитетний італійський астроном Франческо Мавроліко. Праці Кальканьїні та Мавроліко з'явилися майже одночасно з книгою Коперника, але цілком імовірно, що задовго до друку ці гіпотези обговорювалися у науковому середовищі. Сміливіша ідея обертання Землі навколо Сонця до Коперника в християнській Європі відкрито не висловлювалася й не обговорювалася, і ніхто зі згаданих попередників не намагався створити розвинену математичну модель руху планет, зрівнянну з птолемеївською.

## Створення книги

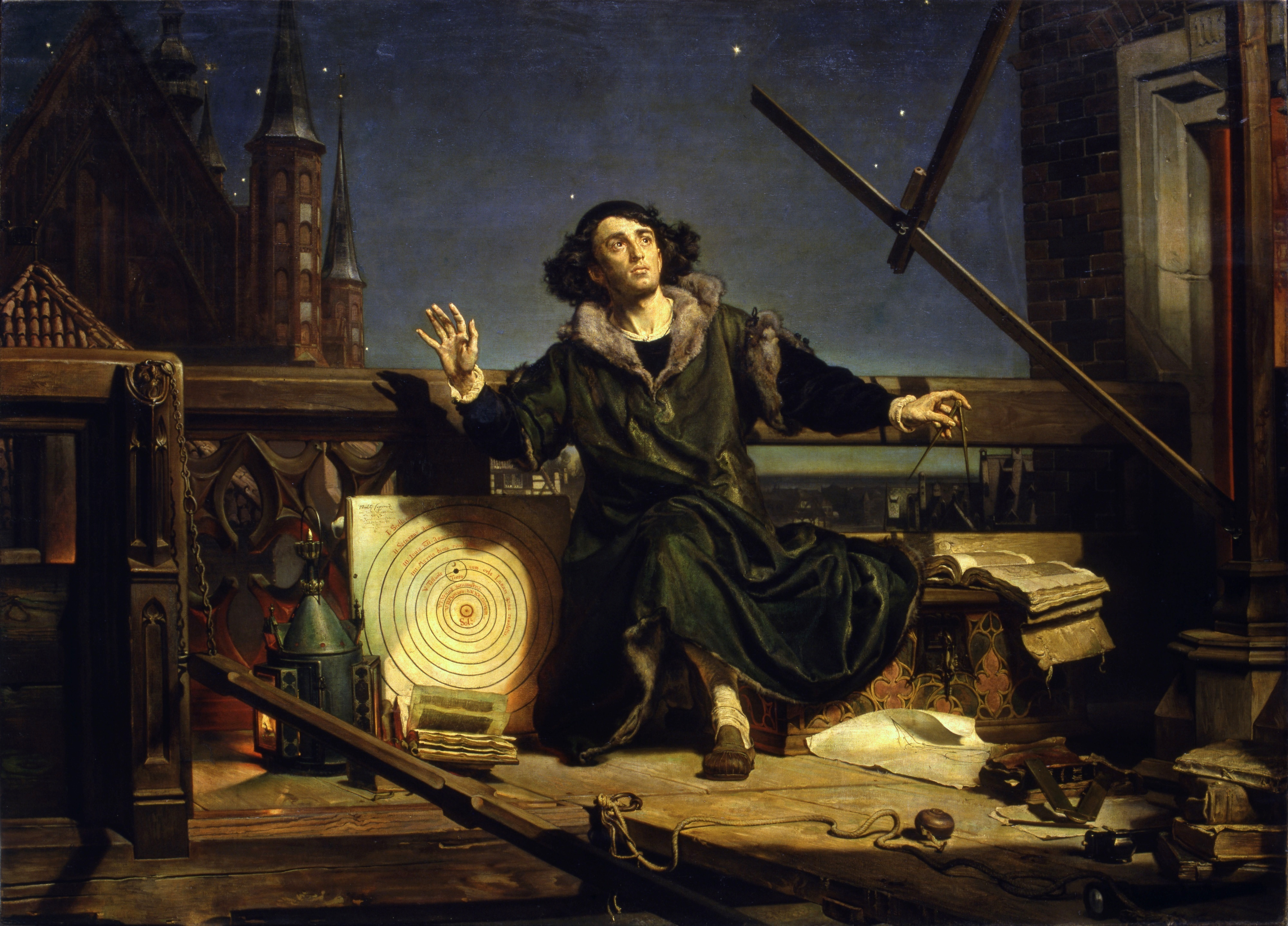
«Астроном Коперник, або Розмова з Богом». Картина Яна Матейка (1872)

Задум нової, простішої та природнішої астрономічної системи виник у Коперника, мабуть, вже в 1500-і роки, коли він був студентом в Італії. Математичною перевагою нової системи світу була та обставина, що в ній кожне небесне світило робило на два рухи менше, ніж у Птолемея, бо добовий і річний рухи брала на себе Земля. Коперник сподівався, що завдяки цьому він зможе описати рух планет точніше й гармонійніше, ніж у птолемеєвому «Альмагесті» та в загальновизнаних на той час «Альфонсових таблицях», розрахованих у XIII столітті.
Після повернення з Італії 1506 року Коперник оселився в прусському місті Фрауенбург (тепер це польський Фромборк). Там він почав писати свою книгу про нову модель світу, обговорюючи свої ідеї з друзями, серед яких було чимало його однодумців (наприклад, Тідеман Гізе, майбутній єпископ Кульмський). Приблизно в 1503—1512 роках Коперник поширював серед друзів рукописний конспект своєї теорії «Малий коментар про гіпотези, що стосуються небесних рухів» (лат. «Commentariolus»). Очевидно, чутки про нову теорію широко розійшлися вже у 1520-х роках. Робота над головною працею тривала майже 40 років, Коперник постійно вносив до неї уточнення, проводив спостереження у своїй обсерваторії, готував нові астрономічні розрахункові таблиці.

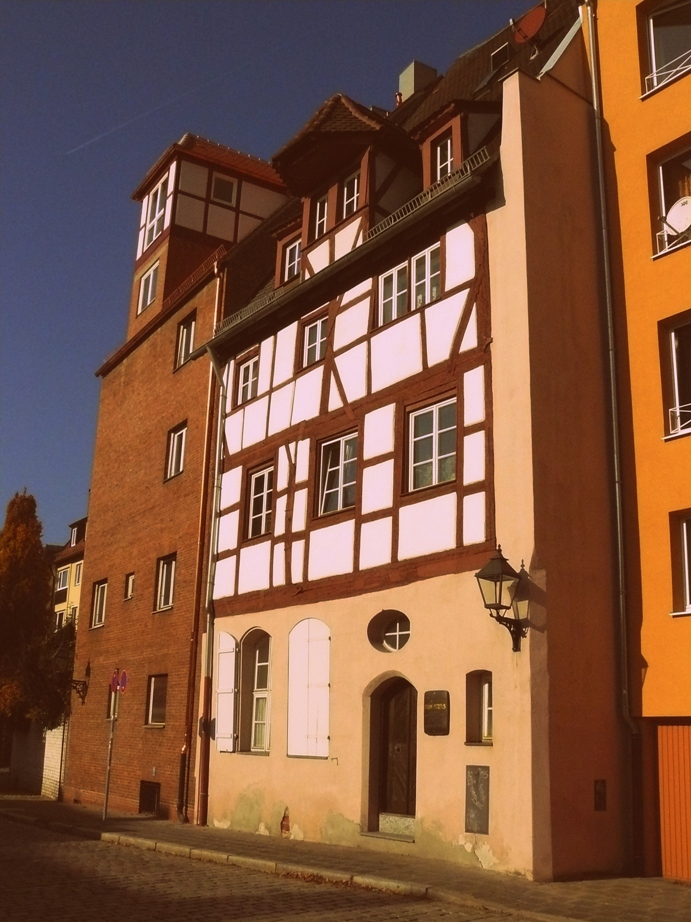
Будинок Петреуса в Нюрнберзі, де надруковано перше видання De Revolutionibus

У 1530-х роках значну частину книги було завершено, але Коперник не поспішав її публікувати. 1539 року Георг Йоахім Ретік, молодий математик із Віттенберга, прибув до Фрауенбурга відвідати Коперника, надихнувся його ідеями та став відданим прихильником. Прочитавши рукопис праці Коперника, Ретік одразу ж написав конспект його ідей у формі відкритого листа, адресованого Йоганну Шенеру, своєму вчителю з Нюрнберга. Ретік опублікував цей лист під назвою «Narratio Prima» в Данцигу 1540 року (друге видання «Narratio» вийшло в Базелі 1541 року). Зустрівши загальний інтерес, Коперник погодився на окрему публікацію 1542 року свого трактату з тригонометрії — другої частини майбутньої книги «Про обертання небесних сфер». Особистий рукопис праці Коперника було виявлено у ХІХ столітті у Празі, у паперах Ретіка. Уважне дослідження рукопису допомогло історикам реконструювати послідовність його складання.
Поступившись умовлянням Ретіка й Тідемана Гізе, Коперник нарешті погодився опублікувати книгу повністю. Він передав рукопис Ретіку через Тідемана Гізе, і книга була опублікована в 1543 в Нюрнберзі, незадовго до смерті Коперника. Книга складалася зі 196 сторінок великого розміру (формат in folio).
Коперник помер 24 травня 1543 року. Деякі біографи (наприклад, П'єр Гассенді і Тідеман Гізе), стверджували, що автор незадовго до смерті встиг побачити свою працю надрукованою. Але інші доводять, що це було неможливо, оскільки останні місяці життя Коперник перебував у важкій комі.

## Зміст

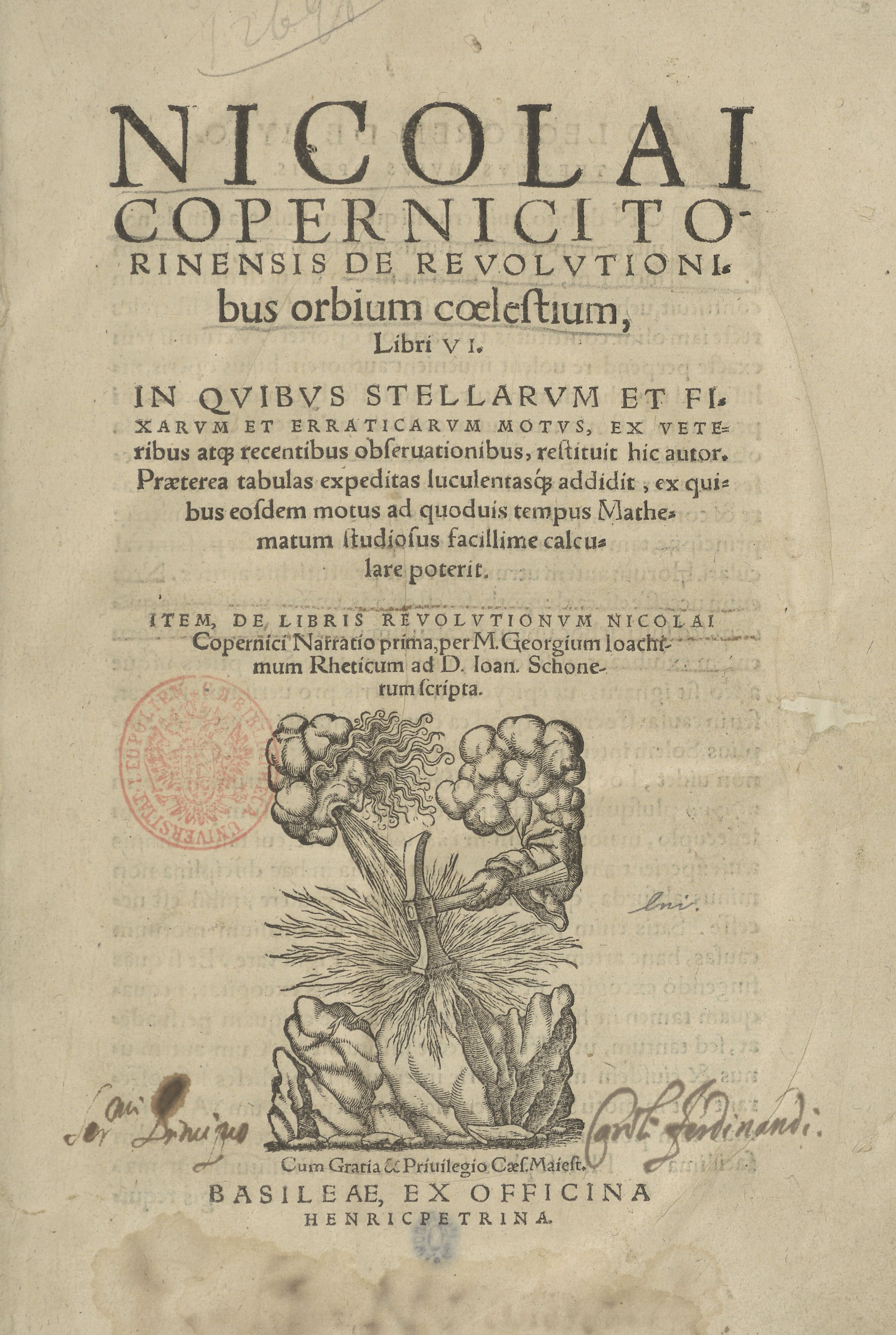
Титульна сторінка, 2-е видання, Базель, 1566

### Назва
Очевидно, Коперник не одразу остаточно визначився з назвою своєї праці. У передмові тема книги називається «Про обертання світових сфер» (лат. De Revolutionibus Sphaerarum Mundi), а в заголовках окремих розділів стоїть коротка назва: «Про обертання» (De Revolutionibus). Не виключено, що остаточну назву дав видавець, оскільки екземпляр рукопису Коперника, який зберігся, не містить титульного аркуша.

### Передмова
Книга Коперника відкривається передмовою, на початку якої стоїть присвята папі Павлу III. У передмові автор визнає, що ідеї його праці, які суперечать багатовіковій традиції, викличуть у багатьох несприйняття й глузування, так що він довго вагався, чи варто їх публікувати. Коперник заздалегідь застеріг, що відкидає будь-яку позанаукову критику: «Якщо й знайдуться якісь пустослови, невігласи в усіх математичних науках, які все-таки беруться про них судити на підставі якогось місця Святого Письма, неправильно зрозумілого та спотвореного заради їхньої мети, наважаться засуджувати й переслідувати цей мій твір, то я, нітрохи не затримуючись, можу знехтувати їх судженням, як легковажним».
Нюрнберзький теолог Андреас Озіандер, якому Ретік доручив публікацію книги Коперника, з обережності забезпечив її другою передмовою «До читача. Про припущення, що лежать в основі цієї книги». У ній Озіандер оголосив нову модель «безглуздим, але корисним» математичним прийомом, придуманим для скорочення обчислень: «нема потреби, щоб ці гіпотези були вірними або навіть імовірними, достатньо лише одного — щоб вони давали спосіб розрахунку, який збігається зі спостереженнями». Свого часу ця передмова приписувалася самому Копернику, хоча той відмовився зробити подібне застереження у відповідь на прохання Озіандера. Тідеман Гізе в листі Ретіку висловив своє обурення цією «безчесною та злочинною» вставкою й закликав передрукувати перші аркуші книги.

### Загальна структура
За структурою праця «Про обертання небесних сфер» майже повторює «Альмагест» у дещо скороченому вигляді (6 книг замість 13).
- Книга I. 
Розділи 1-11 присвячено опису кулястості світу та Землі. При цьому, всупереч Птолемею, замість положення про нерухомість Землі вміщена інша аксіома — Земля та інші планети обертаються навколо осі та обертаються навколо Сонця. Ця концепція докладно аргументується, а «думка древніх» спростовується (настільки переконливо, наскільки дозволяв зародковий стан тогочасної теоретичної механіки). Із геліоцентричних позицій Коперник легко пояснює зворотний рух планет. 
Розділи 12-14 — введення в практичну тригонометрію й таблиці синусів (на відміну від птолемеєвих шістдесяткових синусів із кроком 15 мінут, у Коперника синуси десяткові з кроком 10 мінут[19]).
- Книга II — теорія та принципи сферичної астрономії, правила обчислення видимих положень зір, планет та Сонця на небосхилі. У розділі 14 описано астрономічні прилади. У додатку вміщено зоряний каталог, аналогічний птолемеївському (VII—VIII книги «Альмагеста», із деякими оновленнями), із координатами 1024 зір. Цей каталог і вся книга II — найбільш рання частина праці[20].
- Книга III присвячена річному руху Землі та явищу випередження рівнодення. Викладено актуальне на той час (у зв'язку з проєктом нового календаря) обчислення точної тривалості сонячного року.
- У книзі IV описано видимий рух Місяця, теорію місячних та сонячних затемнень, співвідношення розмірів Землі, Місяця та Сонця.
- Книга V — теорія руху планет за довготою.
- Книга VI — повне тлумачення нової системи та роз'яснення щодо розрахунків положення астрономічних об'єктів, зокрема, про причини зміни широти планет.

### Система світу Коперника

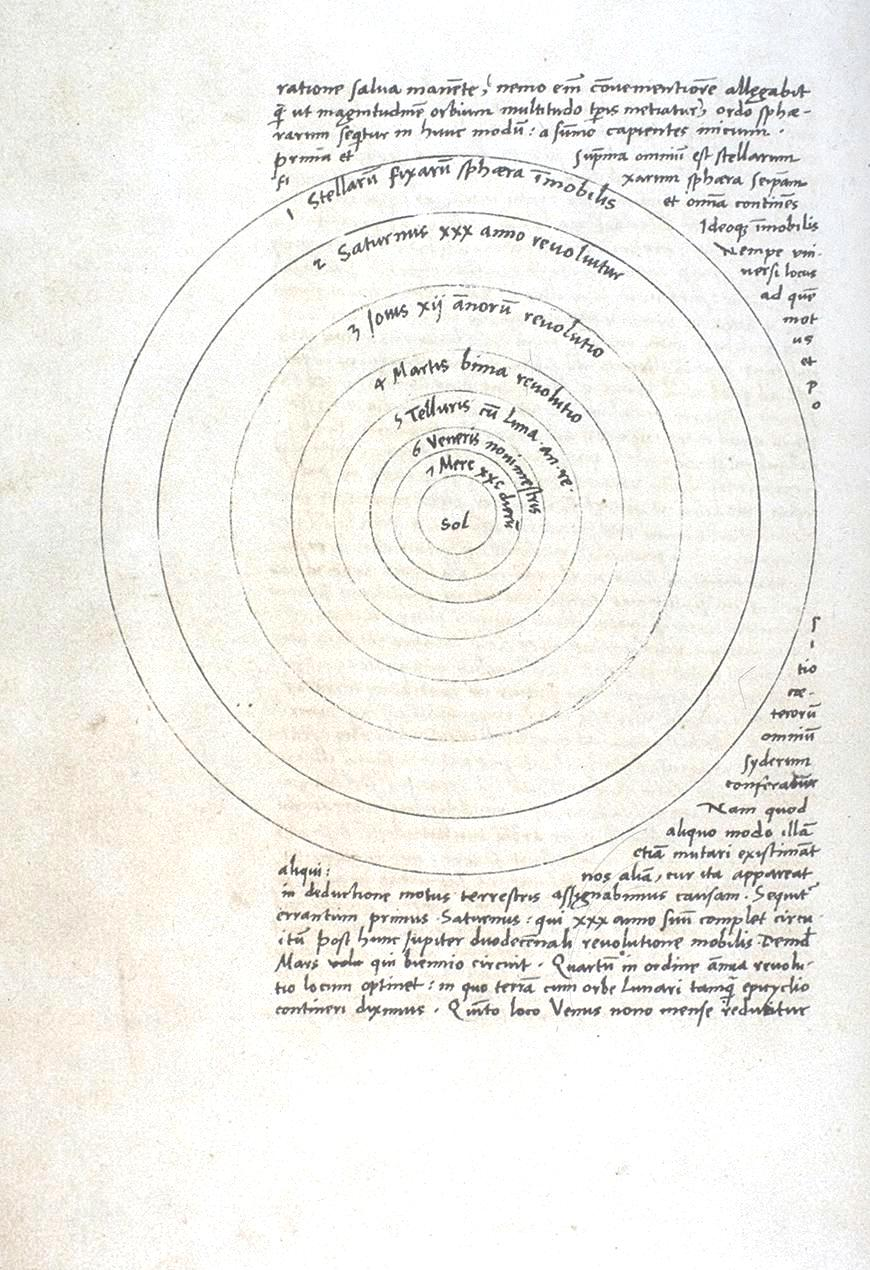
Геліоцентрична модель сонячної системи за Коперником

Геліоцентрична система у варіанті Коперника виглядає так.
У центрі Всесвіту перебуває Сонце, навколо нього розташовані вісім сфер. Зовнішня сфера складається з нерухомих зір, сім внутрішніх сфер несуть на собі планети й Місяць у такому порядку: Меркурій, Венера, Земля з Місяцем, Марс, Юпітер, Сатурн. Характерно, що Коперник, на відміну від своїх сучасників, Сонце і Місяць не називає планетами.
Сфери роблять складні рівномірні обертання, захоплюючи пов'язані з ними планети. Добовий рух Сонця — ілюзорний і зумовлений обертанням Землі навколо своєї осі, яка завжди залишається паралельною самій собі. Аналогічно ілюзорним є річний рух Сонця серед сузір'їв — Земля (разом із Місяцем), як й інші планети, обертається навколо Сонця, і тому рух світил Зодіаком — не більше, ніж ефект річного руху Землі. Треба зазначити, що центри планетних орбіт у Коперника трохи не збігаються із Сонцем.
У межах геліоцентризму вдалося відразу знайти просте розв'язання багатьох наукових проблем. З погляду рухомої Землі стає зрозумілим видимий зворотний рух планет, а зміна пір року на Землі пояснюється так само, як і в наші дні. Коперник першим знайшов правильне пояснення явища випередження рівнодення, про яке астрономи сперечалися 18 століть — причиною виявилася прецесія земної осі, через що зсувається екліптична система координат.
Попри низьку точність своїх астрономічних інструментів, Коперник зумів викласти теорію руху Місяця, набагато точнішу, ніж птолемеївська. За теорією Птолемея, видимий діаметр Місяця в перигеї мав бути вдвічі більшим, ніж в апогеї. Цей безглуздий висновок суперечив усім спостереженням, але тривалий час його обходили мовчанням. Коперник навів свої розрахунки, за якими різниця становила 8′ (за сучасними даними, близько 5′).

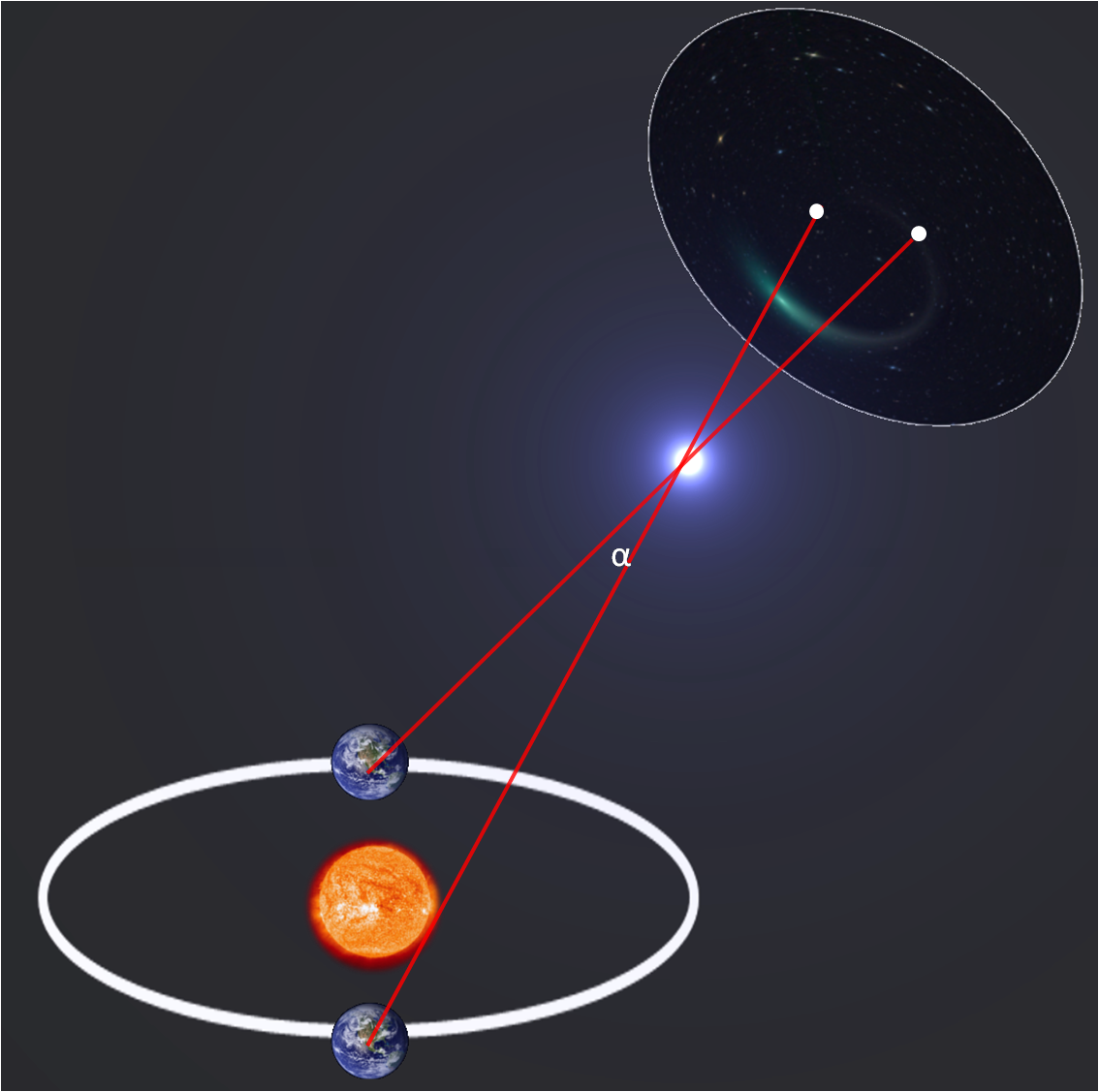
Схема виникнення річного паралаксу

Коперник докладно аргументує всі ці положення та критикує аргументи Арістотеля й інших геоцентристів. Наприклад, Коперник спочатку доводить, що відстань між планетами та Сонцем мізерна порівняно з відстанню до нерухомих зір, і цей факт він використовує для доказу добового обертання Землі — адже якщо Земля нерухома, то добовий оборот здійснює сфера зір, а тоді з урахуванням її віддаленості, доведеться приписати зорям немислиму швидкість. Висновок про надзвичайну віддаленість зір допоміг Копернику вирішити ще одну проблему. Якщо Земля здійснює рух навколо Сонця протягом року, то мають існувати річні паралакси зір: конфігурація сузір'я має змінюватися з періодом один рік. Проте цього явища за часів Коперника ніхто не спостерігав. Коперник пояснив, що коли відстані до зір набагато перевищують радіус земної орбіти, то річні паралакси виявляються занадто малими, щоб їх можна було виміряти. Аналогічну відповідь на те саме питання давав і Аристарх Самоський у III столітті до н. е. Надійно виміряти паралакс зорі вдалося лише 1838 року.
Модель Коперника дозволила автору вперше в історії астрономії розрахувати з хорошою точністю відносні відстані від Сонця до планет:
| Планета  | Відстань за Коперником (в астрономічних одиницях, а. о.) | Сучасне значення (середнє, а. о.) |
| -------- | -------------------------------------------------------- | --------------------------------- |
| Меркурій | 0,3763                                                   | 0,3871                            |
| Венера   | 0,7193                                                   | 0,7233                            |
| Земля    | 1,0000                                                   | 1,0000                            |
| Марс     | 1,5198                                                   | 1,5237                            |
| Юпітер   | 5,2192                                                   | 5,2028                            |
| Сатурн   | 9,1743                                                   | 9,5389                            |

Щоправда, абсолютне значення астрономічної одиниці у той період було відомо лише за грубою оцінкою Птолемея. Коперник, як й інші його сучасники, прийняв значення астрономічної одиниці рівним 1142 земним радіусам, що відповідало горизонтальному паралаксу Сонця 3 кутових мінути (замість правильного значення 23 440 радіусів Землі та 8,8″). Вже праці астрономів XVII століття (спочатку Дж. Хоррокса, а потім Дж. Кассіні, Дж. Флемстида та інших) привели до висновку, що добовий паралакс Сонця не перевищує 10″.
Коперник дав також оцінку розмірів Сонця та Місяця і вказав правильне значення періоду обертання Меркурія навколо Сонця: 88 днів.

### Фізичні ідеї Коперника
У низці міркувань Коперника вбачається зародження нової, неарістотелевої механіки. Приблизно у тих самих висловлюваннях, як пізніше Галілей, він формулює принцип відносності руху:
Будь-яка зміна місця відбувається внаслідок руху спостережуваного предмета, або спостерігача, або, нарешті, внаслідок неоднакового переміщення того й іншого… при русі корабля в тиху погоду все що знаходиться поза ним представляється мореплавцям рухомим, ніби відображаючи рух корабля.
При цьому Коперник близько підходить до закону інерції, вказуючи, що падаючі тіла та прилеглі шари атмосфери беруть участь у русі Землі, хоча ніякі сили цей рух спеціально не підтримують (механіка Арістотеля в цій ситуації не бачила підстав для руху).
Уявлення про Землю як одну з планет дозволило Копернику одному з перших висловити здогадку про універсальність гравітації:
Очевидно, тяжіння є нічим іншим, як природним прагненням, яким Творець Всесвіту наділив всі частинки, а саме — з'єднуватися в одне загальне ціле, утворюючи тіла кулястої форми. Імовірно також і те, що Сонце, Місяць та інші планети наділені такою самою властивістю.

### Недоліки теорії Коперника
З сучасної точки зору модель Коперника недостатньо радикальна. Усі орбіти в ній кругові, рух по них рівномірний, так що для узгодження з реальними спостереженнями довелося зберегти штучні птолемеєві епіцикли — щоправда, їх кількість зменшилась (остаточно відмовився від кругових орбіт з епіциклами лише Йоганн Кеплер). Також у Коперника ще немає уявлень про Сонце як про рядову зорю (вже наприкінці XVI століття цю ідею відстоював Джордано Бруно).
Теорія Коперника не призвела до значного збільшення точності розрахунку руху планет, бо реальний рух планет не є ані круговим, ані рівномірним. Найгіршу згоду зі спостереженнями модель Коперника давала для планет із великим ексцентриситетом (Меркурій, Марс, Сатурн). Тільки відкриття законів Кеплера дозволило зробити якісний стрибок у збільшенні точності астрономічних розрахунків.

## Історичний вплив

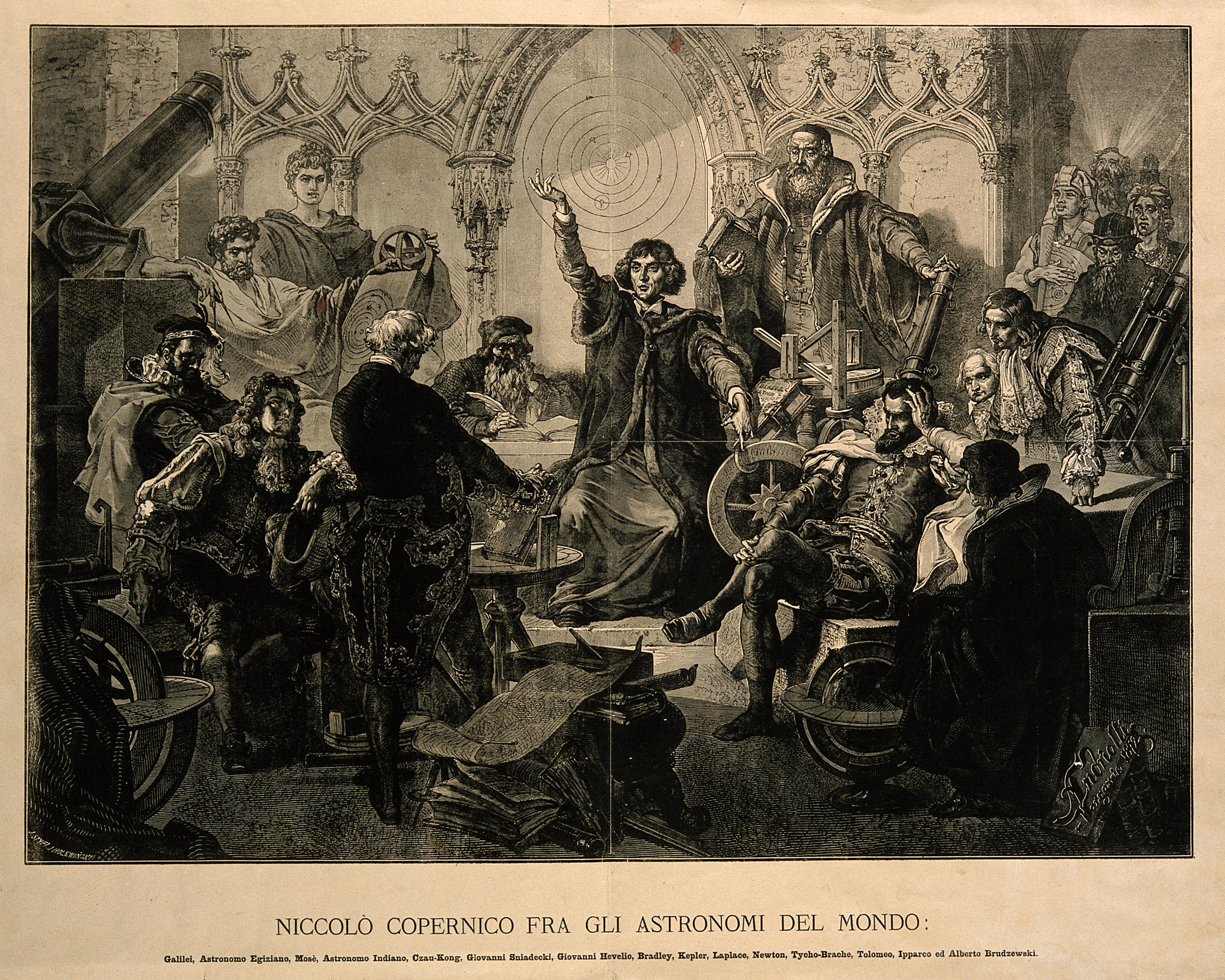
Миколай Коперник перед астрономами світу, Гравюра Яна Стіфі (1839—1921). Зображені Гіппарх, Птолемей, Галілей, Браге, Кеплер, Ньютон, Лаплас

Праця Коперника відразу після видання здобула широку популярність; про це можна судити з того, що з 500 примірників першого видання більш ніж половина (267) збереглася до наших днів, багато з них із позначками та коментарями власників. Відразу ж після видання книги з'явилися як її переконані прибічники, так і непримиренні противники. Відомий віттенберзький астроном Еразм Рейнгольд, колега Ретіка, опублікував розраховані на основі системи Коперника астрономічні «Прусські таблиці» (1551). Таблиці Рейнгольда служили понад 70 років, доки не з'явилися набагато точніші Рудольфові таблиці Кеплера (1627).
В Англії 1576 року астроном Томас Діггес видав апологію Копернику «Довершений опис небесних сфер відповідно до давньої доктрини піфагорійців, відродженої Коперником, підкріплений геометричними демонстраціями».
Католицька церква, зайнята боротьбою з Реформацією, спочатку поблажливо поставилася до нової астрономії, тим більше, що вожді протестантів (Мартін Лютер, Меланхтон) відгукувалися про неї різко вороже. Ця поблажливість була пов'язана і з тим, що для майбутньої реформи календаря були корисними спостереження Сонця та Місяця, що містяться у книзі Коперника. Папа Климент VII 1533 року доброзичливо прослухав лекцію про геліоцентричний підхід, підготовлену вченим-орієнталістом Йоганном Альбертом Відманштадтом. Однак кілька єпископів виступили з лютою критикою геліоцентризму як небезпечної богопротивної єресі.
Лише 1616 року, за папи Павла V, католицька церква офіційно заборонила дотримуватися моделі Коперника й захищати її як систему світу, оскільки таке тлумачення суперечило Святому Письму. У той же час геліоцентричну модель, як і раніше, можна було застосовувати для розрахунків руху планет.
Найвідомішим наслідком цього рішення у XVII столітті став суд над Галілеєм (1633), що порушив церковну заборону у своїй книзі «Діалоги про дві найголовніші системи світу».
Попри усталену думку, сама книга Коперника була формально заборонена інквізицією лише на 4 роки, проте зазнала цензури. 1616 року її внесли до римського «Індексу заборонених книг» із позначкою «до виправлення». Перелік цензурних виправлень оприлюднили 1620 року. Книга «Про обертання небесних сфер» стала першою в історії суто науковою працею, що потрапила до «Індексу», — до неї Ватикан переслідував лише релігійні чи окультистські твори. Рішення про зняття заборони з книги Конгрегація Індексу пояснювала тим, що, хоча книга й містить положення, несумісні зі Святим Письмом, вона містить і «багато речей дуже корисних для держави». Наведений у постанові перелік виправлень переважно стосувався тверджень, з яких випливало, що геліоцентризм є не просто математичною моделлю, а фізичною реальністю. Праці геліоцентристів були виключені з римського Індексу заборонених книг 1835 року. Лише 1758 року нецензурована версія книги «Про обертання небесних сфер» зникла з Індексу заборонених книг.
Деякі астрономи XVI—XVII століть віддали перевагу модифікованому варіанту — системі Тихо Браге, в якій Земля була нерухомою, Сонце оберталося навколо Землі, а всі інші планети — навколо Сонця. З погляду астрономічних спостережень цей варіант нічим не відрізнявся від коперниківського. Тихо Браге захоплювався Коперником та його книгою, але рух Землі визнавати відмовився.
Найвизначнішим продовжувачем геліоцентричних ідей у XVII столітті став Йоганн Кеплер, який назвав на честь Коперника одну з головних своїх праць «Скорочення коперниканської астрономії» (лат. Epitome Astronomiae Copernicanae). Система світу Кеплера була багато в чому не схожа на коперниківську: небесні сфери були скасовані, кругові орбіти планет Кеплер замінив на еліптичні, рух планет став нерівномірним. Однак завдяки відкриттям Кеплера точність моделі різко зросла, а видані Кеплером «Рудольфові таблиці» виявилися дуже точними й стали тріумфом геліоцентризму. У цей період, завдяки винаходу телескопа, Галілей зробив низку астрономічних відкриттів, які підтверджували філософську тезу Коперника про подібність планет до Землі (фази Венери, гори на Місяці, супутники Юпітера).
Попри всі недосконалості, модель світу Коперника була великим кроком уперед і нищівним ударом по архаїчних авторитетах. Зведення Землі до рівня планети готувало підґрунтя для (всупереч Арістотелю) ньютонівського поєднання земних і небесних природних законів. Наприкінці XVII століття Ньютон завершив розробку динамічного фундаменту небесної механіки і модель Птолемея остаточно відійшла в історію.

## Публікації
Першими виданнями книги були:
- 1543, Нюрнберг, видання Йоганнеса Петрейуса
- 1566, Базель, видання Генрікуса Петруса
- 1617, Амстердам, видання Ніколауса Мюлеріуса[45]

1854 року у Варшаві було опубліковано польський переклад, а 1873 року (із нагоди 400-річчя народження Коперника) у Торуні — німецький переклад.
Артур Кестлер описав «Про обертання небесних сфер» як «книгу, яку ніхто не читав», зазначивши, що, пропри значну кількість перевидань, книга «є найгірше продаваною в історії».
Оуен Джінджеріч спростував цю думку після 35-річного проєкту з вивчення кожної вцілілої копії перших двох видань. Дослідивши 276 примірників першого видання і 325 другого, Джінджеріч показав, що майже всі провідні математики й астрономи того часу мали цю книгу та читали її. Однак його аналіз маргіналій показує, що майже всі вони ігнорували космологію на початку книги й цікавилися лише новими моделями руху планет у наступних розділах. Зусиллями Джінджеріча «Про обертання небесних сфер» було досліджено та каталогізовано краще, ніж будь-який інший історичний текст першого видання, за винятком оригінальної Біблії Гутенберга.